# West Mata

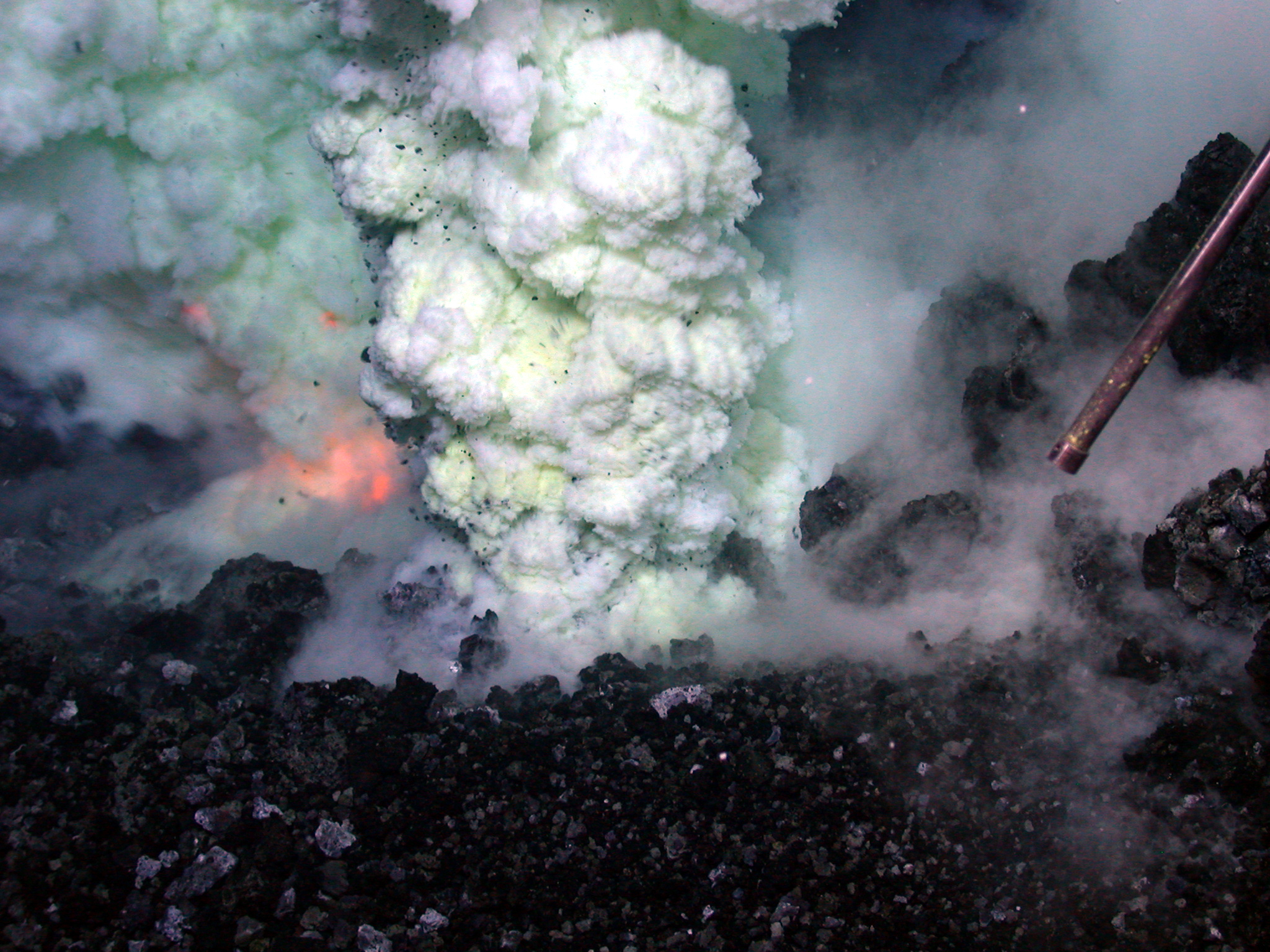
Glühendes Magma am West Mata-Vulkan

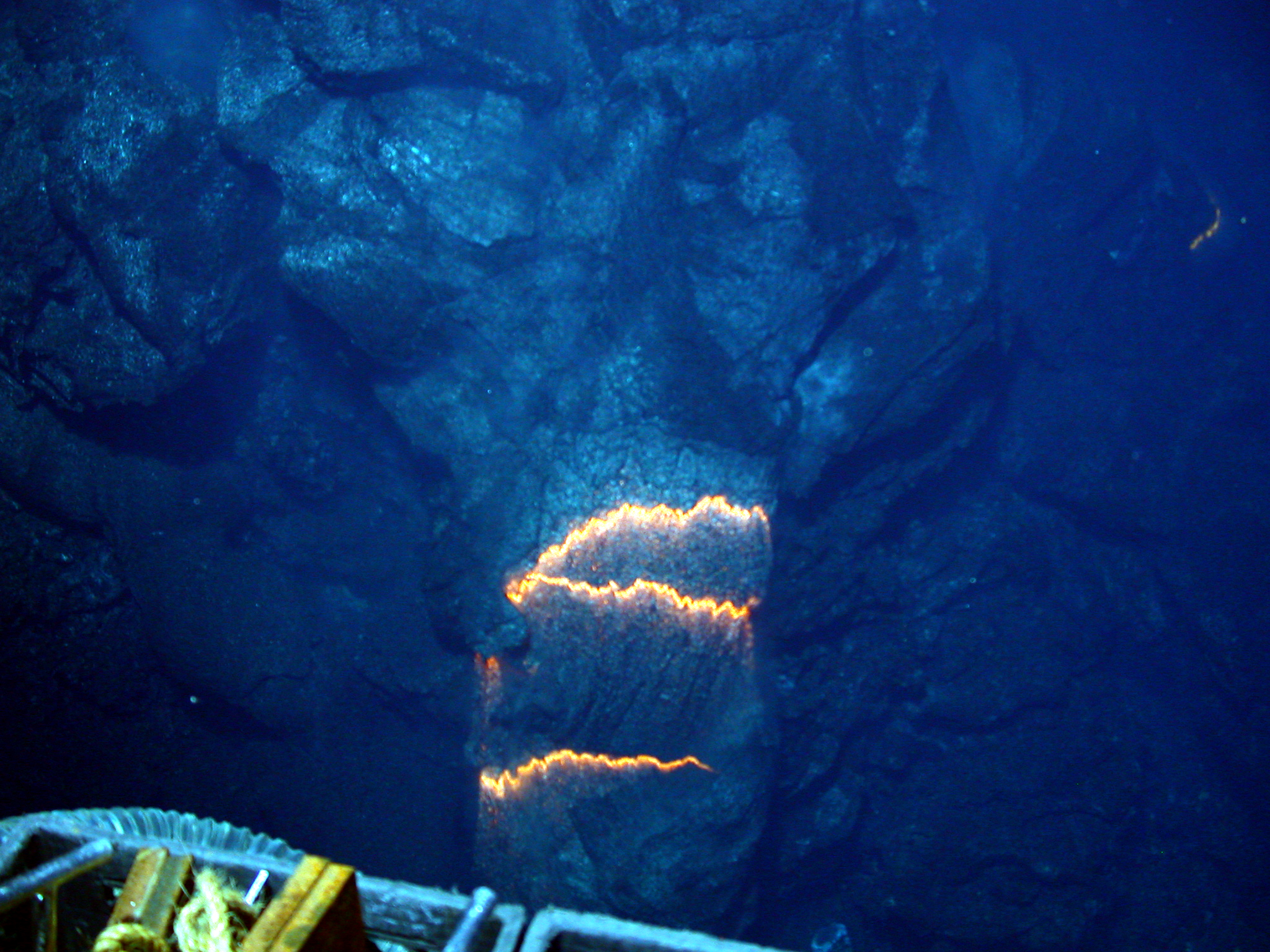
Der Vulkan West Mata in Aktion

West Mata ist ein submariner Vulkan, der sich etwa 200 km südwestlich von Samoa im Pazifik befindet. 
Der Gipfelkrater befindet sich 1174 Meter unter der Meeresoberfläche. Sein Ausbruch im Jahr 2009 ist (Stand 2011) die tiefstgelegene jemals beobachtete submarine Vulkaneruption und die erste, von der Filmaufnahmen gelangen.

## Geologische Einordnung

### Genaue Lage
West Mata befindet sich direkt im Westen des nördlichen Endes des Tonga-Rückens, wo der Tongagraben eine scharfe Biegung nach Westen macht. Er befindet sich im Nordosten der Lau-Senke etwa 35 km östlich des nächstgelegenen Teils der Lau-Dehnungszone und 70 km nordöstlich deren gegenwärtig eruptierenden Abschnitts (Tafu-Maka).

### Erste Nachrichten von einem Ausbruch
Schon im November 2008 wurde bekannt, dass vermutlich ein unterseeischer Ausbruch an der Stelle standfände.

### Erforschung
Das Forschungsschiff Thompson erkundete die Gegend zwischen November 2008 und Mai 2009. Im November 2008 sahen die Forscher eine Eruptionssäule über West Mata, die auf einen aktiven Lavastrom oder pyroklastischen Strom hinwies.
Bei genauerer Untersuchung stellte sich heraus, dass die Eruptionssäule neben hohenAnteilen elementaren Schwefels und Eisenpartikeln reichlich Glassplitter enthielt. Laboruntersuchungen erwiesen eine Zusammensetzung des Auswurfmaterials aus Boninit, einem Olivin-Bronzit-Andesit ohne Feldspat, eine Mischung, die bisher noch nie an einem aktiven, sondern nur bei erloschenen Vulkanen gefunden worden war.
Am 6. und 7. Mai 2009 setzte man einen Tauchroboter namens Jason 2 ROV ein, um Eruptionen an zwei Ausbruchsstellen des länglichen West-Mata-Gipfels genauer zu beobachten. Die Ausbruchsstellen erhielten die Namen Prometheus (am oder nahe dem Gipfel) und Hades (etwas südwestlicher). 
Die Ausbruchsstelle namens Hades produzierte an den beiden Tagen eine gemischte Eruption. Am einen Ende der Ausbruchsspalte konnte man an einer fünf Meter langen Spalte in einer Tiefe von 1208 Metern kleine Explosionen beobachten, während am anderen Ende Kissenlaven herausquollen. In der folgenden Nacht nahm die Aktivität zu und der Vulkan schleuderte glühende Blasen mit bis zu einem Meter Durchmesser aus der Ausbruchsspalte.

## Filmaufnahmen
Aufnahmen des Tauchroboters wurden von der National Oceanic and Atmospheric Administration im Dezember 2009 in einem Video veröffentlicht.